# 福福の島
『福福の島』（ふくふくのしま）は、ソニー・コンピュータエンタテインメントより2005年11月10日に発売されたPlayStation Portable用ソフト。ジャンルは日替わり福招きゲーム。ゲームデザインは『がんばれ森川君2号』や『アストロノーカ』を制作したムームーの森川幸人。
2006年11月10日をもってオンラインサービスを終了した。

## 概要
不思議「福福の島」の住民となり、きままに時間を過ごしたり、占いなどで性格を知ったり、毎日違う生活を楽しむことができるスローライフ系ゲーム。
当初は2005年10月20日発売の予定だったが、発売の2日前である10月18日になって発売延期が発表となった。